# Freixa (Soriguera)
Freixa es una localidad perteneciente al municipio de Soriguera, en la provincia de Lérida, comunidad autónoma de Cataluña, España. En 2019 contaba con 1 habitante.